# Emilio Andina

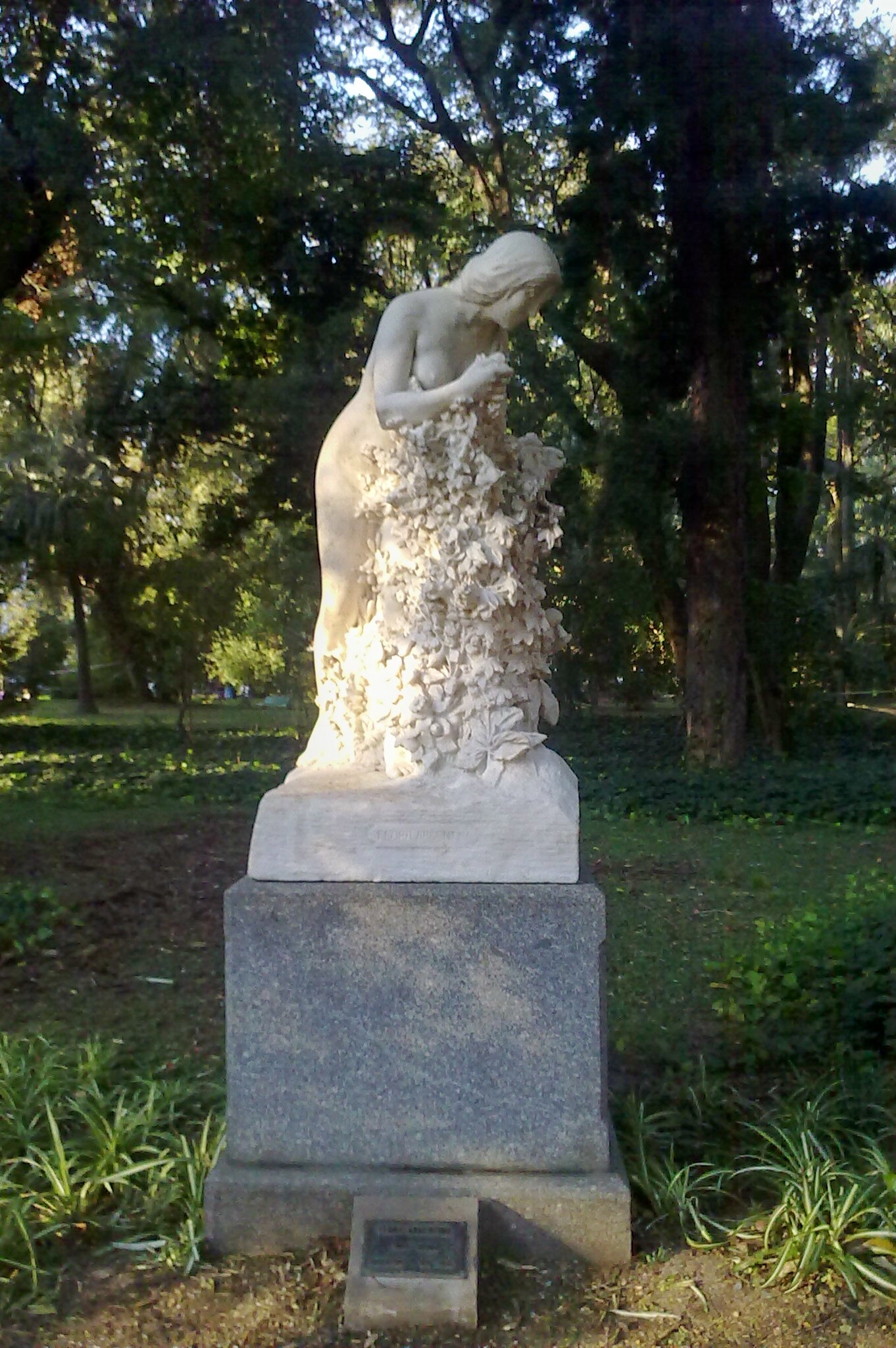
"La Flora Argentina"

Emilio Andina fue un escultor argentino, nacido el año 28 de mayo de 1875 en Buenos Aires y fallecido el 16 de abril de 1935 en la misma ciudad.

## Datos biográficos
Nació en Buenos Aires el 28 de mayo de 1875. Hijo de padres italianos, Don Luis Andina y Victoria Grandi, oriundos de la región del Lago de Como, Italia.
Viajó a Milán, Italia, para estudiar en la Academia de Brera, donde fue alumno del dibujante Vespaciano Bignami, del escultor Francisco Confalonieri y Enrico Butti. Posteriormente, sin dejar Italia, se trasladó a Roma , para estudiar en el Instituto Real de Bellas Artes (Istituto di Belle Arti).
Regresó a Buenos Aires en 1905. trajo consigo la escultura en piedra titulada "el Trabajo", popularmente conocida como "el picapedrero". Esta escultura fue adquirida por la municipalidad por 10000 pesos y se instaló en el Parque de los Patricios.
Tuvo su estudio - taller en la calle Estados Unidos 3473 de Buenos Aires lugar que años más tarde ocupara el Maestro Francisco Reyes.

## Obras
Entre las mejores y más conocidas obras de Emilio Andina se incluyen las siguientes:
- "El Trabajo", conocida como "el picapedrero" realizada en Italia antes de 1905. En el parque Patricios[3] Fue realizada como un homenaje a las luchas sociales llevadas a cabo por los picapedreros de Tandil.[4]
- Estatua La Flora Argentina, realizada en mármol y granito. Usualmente se halla en el Jardín Botánico de Buenos Aires. En 2009 fue expuesta en el Centro Cultural Recoleta.

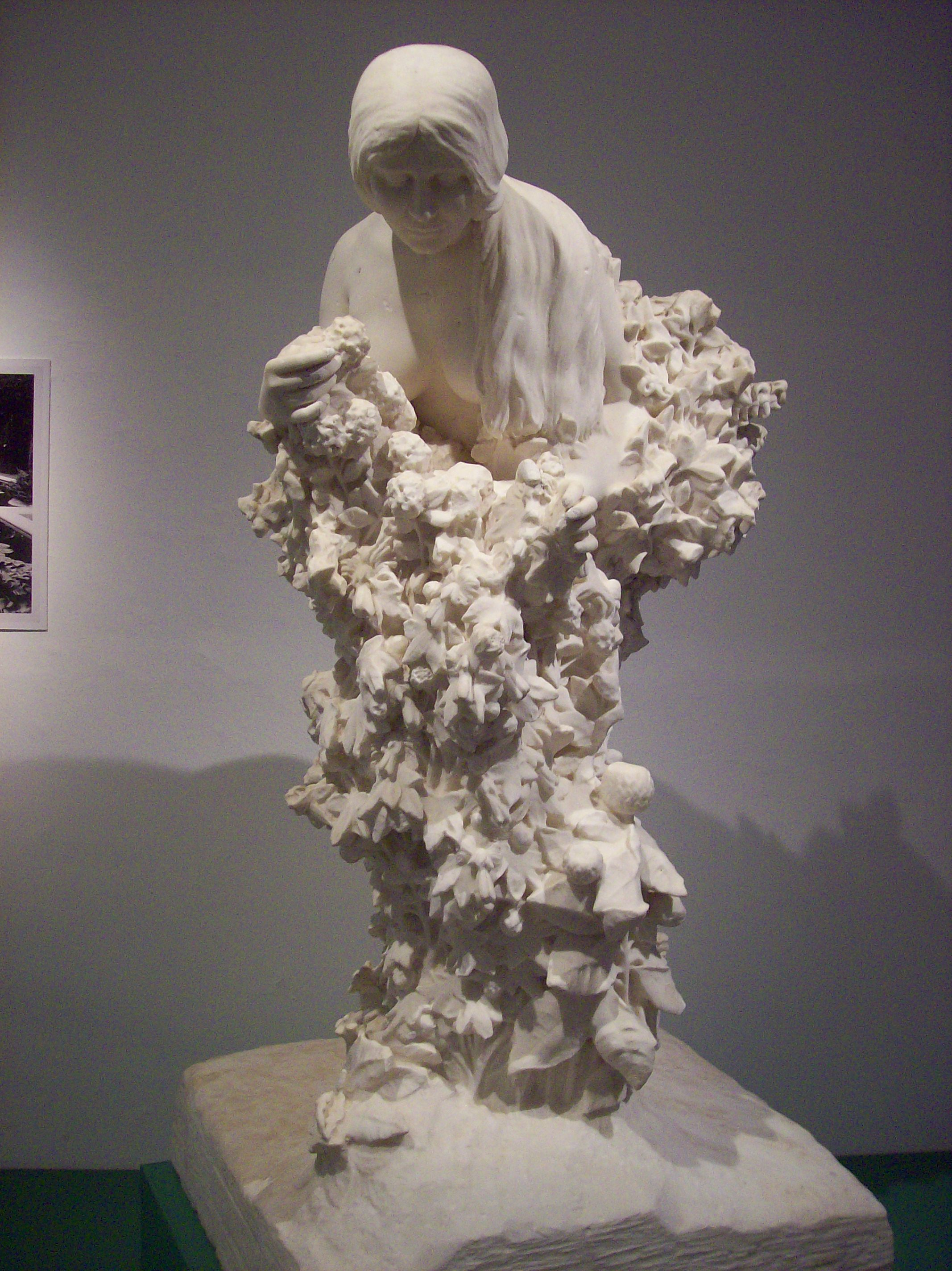
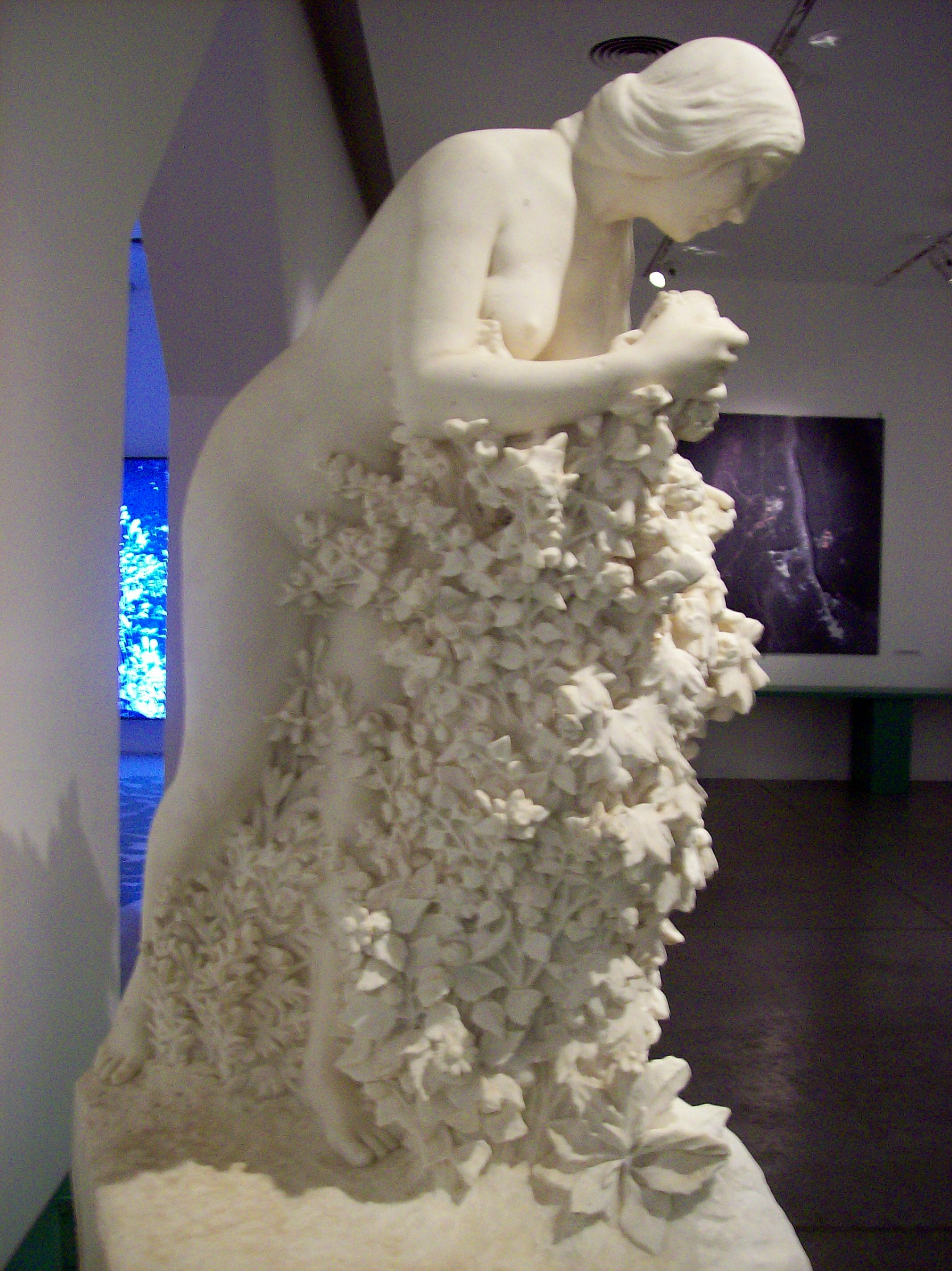
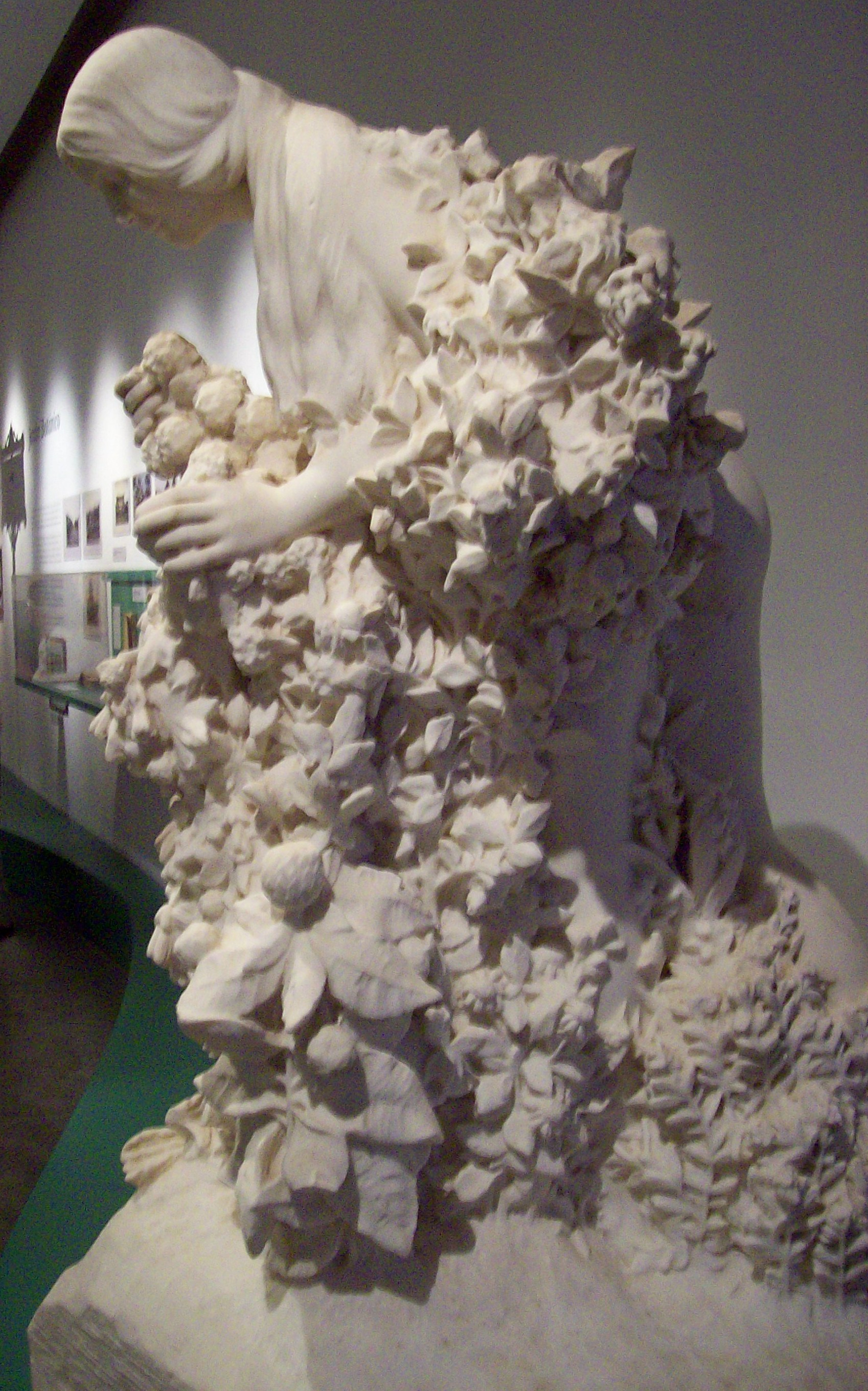

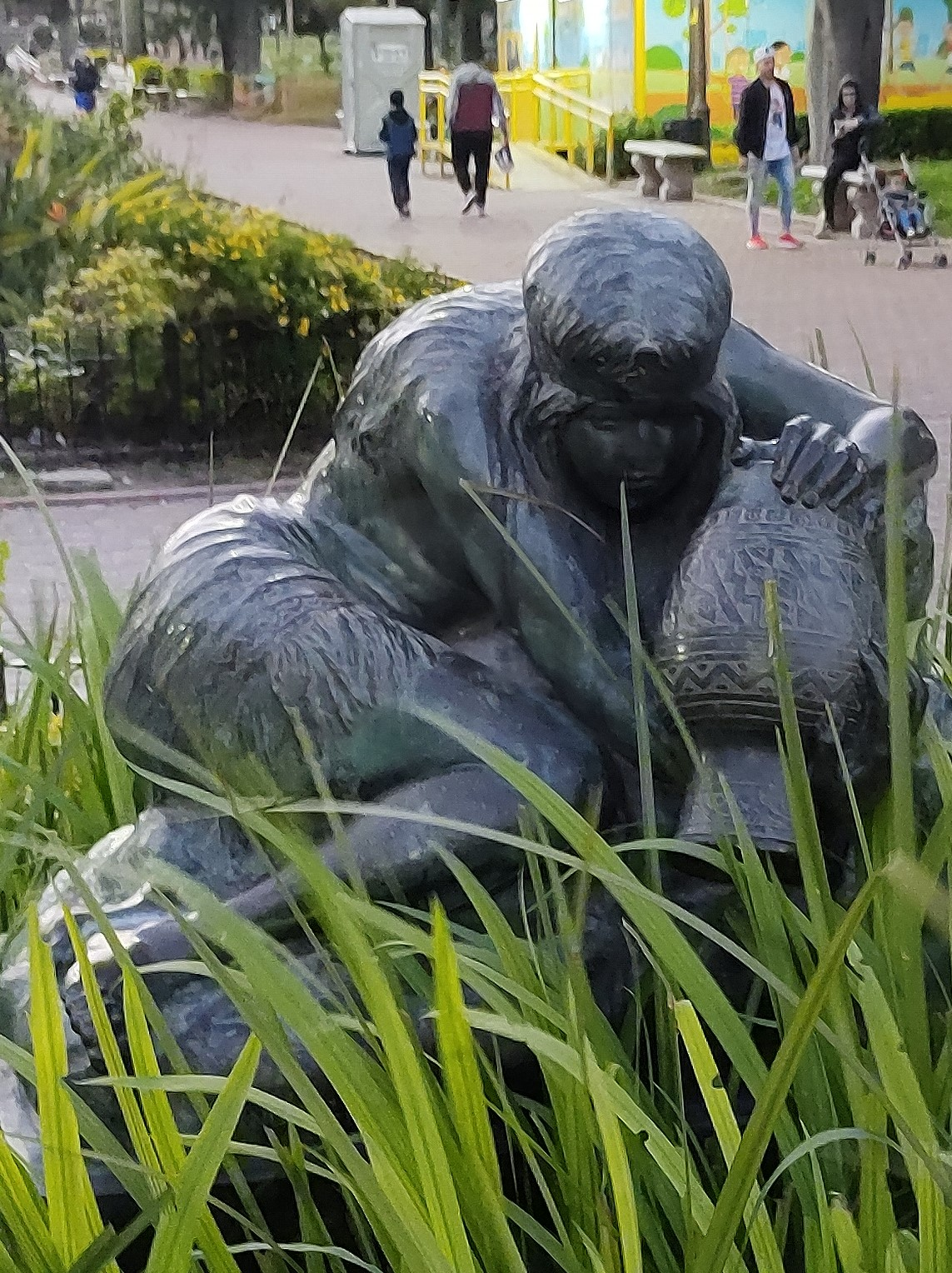

(pulsar sobre la imagen para agrandar) 
- Ñusta, fuente incaica, parque Chacabuco de Buenos Aires[5]·[6] de 1930.[7]

(pulsar sobre la imagen para agrandar) 
- Monumento a Adolfo Alsina.[2]

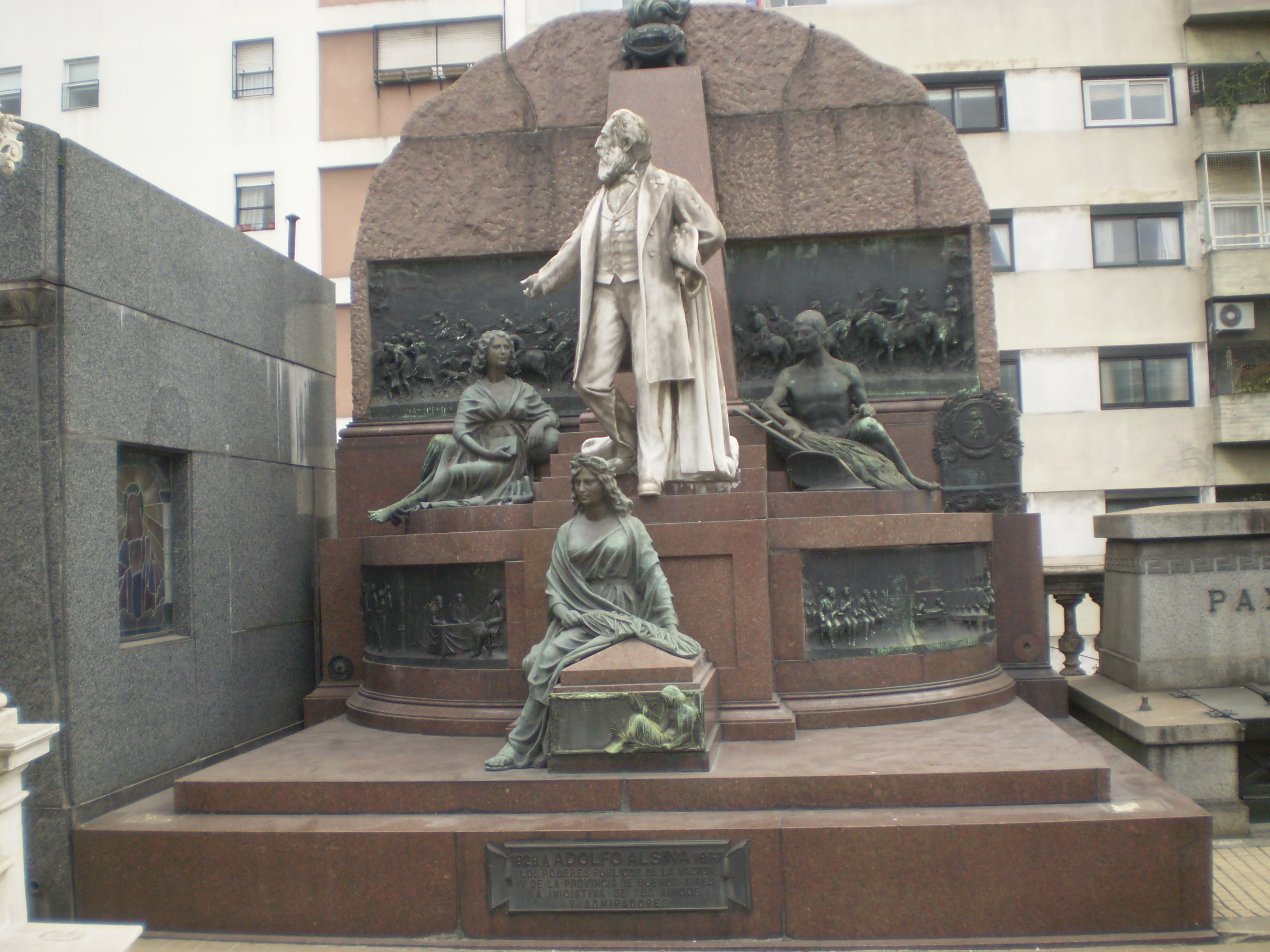
Monumento a Adolfo Alsina en el Cementerio de la Recoleta

- Monumento de Los Náufragos.[2] de 1907.[8]·[9]
- Paseo del Bosque[9]

- Tehuelche, busto de bronce robado del Parque Saavedra el 22 de febrero de 1974[9]